# Jimmy Garrison

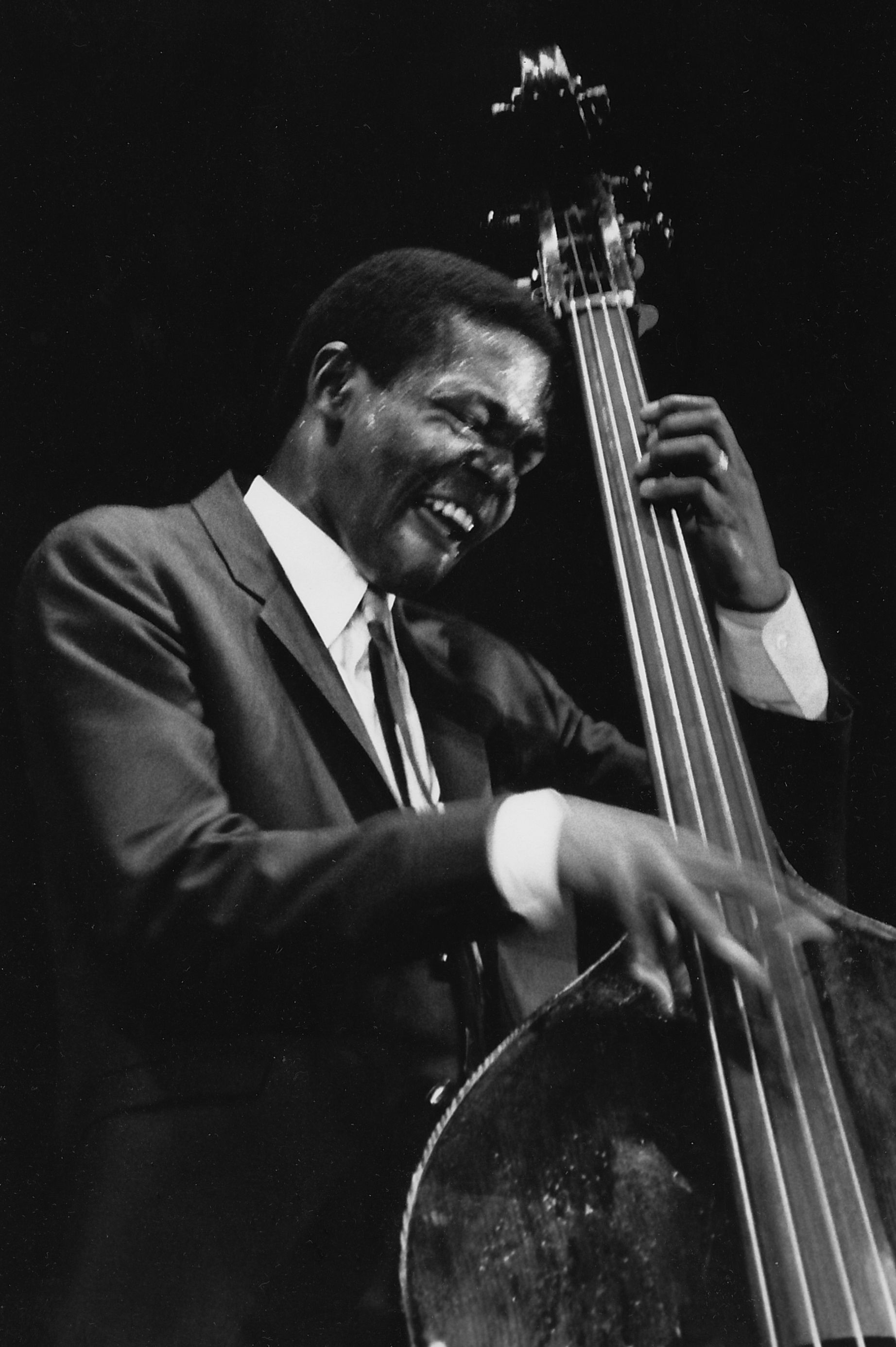
Jimmy Garrison (ca. 1960)

James Emory „Jimmy“ Garrison (* 3. März 1934 in Miami; † 7. April 1976 in New York) war ein US-amerikanischer Jazz-Kontrabassist, der vor allem als Mitglied im so genannten „klassischen“ Quartett des Saxophonisten John Coltrane bekannt wurde. Garrisons Spiel, das von Zeitgenossen als besonders „druckvoll“ und „erdig“ beschrieben wurde, ist beispielsweise auf Coltranes legendärem Album A Love Supreme, das am 9. Dezember 1964 aufgenommen wurde, zu hören.

## Leben
Wie bei vielen afro-amerikanischen Musikern gibt es auch im Falle Jimmy Garrisons einige Unklarheiten hinsichtlich der Daten seiner frühen Biographie. So gibt die von seiner eigenen Familie gestaltete Gedenk-Website als Geburtsjahrgang 1933 an, während die gängigen Nachschlagewerke allesamt das darauffolgende Jahr nennen. Auch wird als Geburtsort teilweise Philadelphia genannt, was jedoch nicht zutrifft.
Sicher ist, dass Garrison bereits in jungen Jahren nach Philadelphia kam, das in den 1950er Jahren eine der bedeutendsten kreativen Jazz-Szenen der USA vorzuweisen hatte. Hier spielte er vor allem mit bekannten Größen im Stil des damals modernen Hard Bop, so etwa Benny Golson, Lee Morgan oder Curtis Fuller.
Mit einer Band des Miles-Davis-Schlagzeugers Philly Joe Jones kam Garrison 1957 oder 1958 nach New York, wo er sich nach einiger Zeit vor allem in den Kreisen der Jazz-Avantgarde einen Namen machte. 1961 engagierte ihn John Coltrane als Bassisten für sein neuformiertes Quartett mit McCoy Tyner am Klavier und Elvin Jones am Schlagzeug, das als das „klassische“ John Coltrane Quartet bezeichnet wird. Im Kontext der Band wurde Garrison von Zeitgenossen als der extrovertierte, etwas leichtfertige Part empfunden. Der Sänger Terry Callier stellt es in einem Interview wie folgt dar:

„Auch von den anderen Musikern in seiner Gruppe war er [Coltrane] irgendwie isoliert, weil … McCoy war damals noch sehr, sehr jung, Jimmy Garrison war ein Ladies’ Man und ein extrem extrovertierter Mensch, und Elvin focht jeden Abend den Kampf mit seinen diversen Dämonen – Drogen und anderes – aus. Richtig nah war er ihnen wahrscheinlich nur auf der Bühne, wo dann aus diesen vier Einzelpersönlichkeiten etwas unglaublich Großes wurde.“

1967 heiratete Garrison die aus San Francisco stammende Tänzerin Roberta Escamilla, die nach New York gekommen war, um bei Merce Cunningham zu studieren. Durch Roberta fand Jimmy Garrison Zugang zur damaligen avantgardistischen Tanz-Szene in Manhattan, der er bis zu seinem Lebensende verbunden blieb.
Wie Tyner und Jones fand auch Garrison im Laufe der Zusammenarbeit mit Coltrane zu seinem eigentlichen Stil; die Band befand sich in einem fortwährenden kreativen Entwicklungsprozess, der ihre Musik immer weiter vom Hard Bop weg in Richtung des Free Jazz führte. Während der Pianist und der Drummer sich Mitte der 1960er Jahre von der unermüdlichen Experimentierfreude ihres Bandleaders überfordert fühlten, war Garrison der einzige Musiker der „klassischen“ Besetzung, der Coltrane bis zu dessen Tod im Jahre 1967 die Treue hielt.
Aufgrund seiner enormen stilbildenden Bedeutung für den avantgardistischen Jazz der 1960er Jahre wurde das Bass-Schlagzeug-Team Garrison/Jones häufig auch von anderen Solisten engagiert, so vor allem Sonny Rollins (East Broadway Rundown, 1966) und Ornette Coleman (Love Call und New York Is Now, beide 1968).
Auch nach der Zeit mit „'Trane“ bewegte sich Garrison mit Vorliebe in musikalischen Kontexten, die sich dem Musizierideal des Saxophonisten verpflichtet fühlten, darunter vor allem Bands mit Coltranes Witwe Alice und wiederum Elvin Jones.
Um 1974 begann sich Garrisons Gesundheitszustand drastisch zu verschlechtern; die Ursache war, wie sich herausstellte, Lungenkrebs. Jimmy Garrison erlag seiner Krankheit am 7. April 1976 im Alter von 42 Jahren. Sein Sohn Matthew „Matt“ Garrison wurde ebenfalls als Bassist (vor allem als E-Bassist in verschiedenen Fusion- und Funk-Bands) bekannt, während seine Tochter Joy als Jazz-Sängerin aktiv ist.

## Stil

### Allgemeines
Garrisons Spielweise steht in gewissem Sinne im Widerspruch zur Entwicklung des Kontrabasses im Jazz während der 1960er Jahre. Diese war hauptsächlich gekennzeichnet durch einen enormen Ausbau des solistischen, virtuosen Potenzials dieses sperrigen Instruments. Technische Neuentwicklungen (Stahl- anstelle der bisher üblichen Darmsaiten, Tonabnehmer und Verstärker) ermöglichten ein weniger kraftbetontes, differenzierteres und flüssigeres Spiel. Exemplarisch verkörpert wurde dieser neue Bass-Stil durch die Bassisten des Bill-Evans-Trios, vor allem Scott LaFaro und Eddie Gomez.
Demgegenüber sah sich Garrison mit seinem „schweren“ Sound eher in der traditionellen Rolle des vor allem begleitenden Bassisten; er gewann dieser Rolle jedoch durch die besondere musikalische Konstruktion des Coltrane-Quartetts völlig neuartige Facetten ab.

### Begleitstil

#### Der Bass in der Ensemblestruktur des Coltrane-Quartetts
Trotz aller Experimentierfreude wahrte das Coltrane-Quartett eine fein austarierte Balance des Zusammenspiels. Auch wenn die Band häufig noch auf die traditionelle Strukturierung eines Stücks als Abfolge improvisierter Soli zurückgreift, bereiten die vier Musiker schon jene offenere Gestaltung von musikalischen Abläufen vor, die Joe Zawinul etwa ein Jahrzehnt später für seine Band „Weather Report“ mit den Worten beschrieb: „We always solo, we never solo“ („Wir solieren ständig, wir solieren nie“).
Dabei verzichtet das Quartett zunächst – vor allem in der Frühphase seines Bestehens – nicht auf durchaus konventionelle rhythmische Situationen. Hier spielt Garrison in vielen „straight ahead“ swingenden Nummern eine herkömmliche Walking-Bass-Linie im 4/4-Takt beziehungsweise in langsamen Balladen aus dem Jazzstandard-Repertoire die in dieser Stilistik gängigen Begleitfiguren in halben Noten.
Verallgemeinernd kann man sagen, dass die rhythmischen Errungenschaften des Coltrane-Quartetts vor allem in seiner charakteristischen Behandlung des 6/4-Taktes sowie der Entwicklung des Typus der so genannten Rubato-Ballade zum Tragen kommen.
Im Verhältnis zur betont kraftvollen Spielweise Tyners mit seinen üppigen Quartschichtungs-Akkorden und der komplexen Polyrhythmik von Jones’ Schlagzeugspiel tritt Garrisons Bass dagegen oft in den Hintergrund. Dies ist teilweise ein akustisches Problem: Obwohl das Coltrane-Quartett die lauteste moderne Jazzband ihrer Zeit war, machte Garrison von den Möglichkeiten elektrischer Verstärkung nur sehr zurückhaltenden Gebrauch. Als Folge ist sein Bass auf vielen Aufnahmen inmitten des dichten musikalischen Geflechts kaum mehr wahrzunehmen.

#### Die„drones“
Die Beschäftigung mit Ostinato-Figuren hat im Jazz eine lange Tradition, sie beginnt spätestens mit den stetig wiederholten Bläser-Riffs der Swingära in den 1930er Jahren. Das Interesse vieler Bebop-Musiker, allen voran Dizzy Gillespie, mit lateinamerikanischer Musik forderte vor allem Bassisten und Schlagzeuger heraus, jazzgemäße Umsetzungen der typischen rhythmischen Muster der Latin-Stile zu finden.
Das Coltrane-Quartett war führend an der Weiterentwicklung des modalen Jazz beteiligt, wie ihn Coltranes ehemaliger Leader Miles Davis einige Jahre zuvor auf Platten wie Kind of Blue entworfen hatte. Coltranes spirituelle Neigungen hatten ihn zur Auseinandersetzung mit indischer und arabischer Musik geführt, wo nicht mit wechselnden Harmonien, sondern mit ausgedehnten, statischen Klangflächen gearbeitet wird. Die herkömmlichen Jazzbass-Techniken erwiesen sich aber schnell als unzureichend zur Umsetzung der im Englischen drone genannten Bordun-Töne, wie sie beispielsweise in Indien von der Tanpura realisiert werden.
Der subtile, aber sehr wirkungsvolle Unterschied der Herangehensweisen lässt sich anhand des Vergleichs zweier typischer Bass-Ostinati aufzeigen, die in einer ganz ähnlichen harmonischen Situation völlig unterschiedliche Effekte erzielen. Das Ostinato von Dizzy Gillespies berühmter Komposition A Night in Tunisia von 1945 lautet:
Dagegen hören wir als Begleitung von Eric Dolphys Arrangement des englischen Renaissance-Liedes Greensleeves auf der Coltrane-Platte Africa/Brass (1961) die – auf den ursprünglichen Takes noch von Reggie Workman eingespielte – Linie:
Jimmy Garrison, der kurz nach dieser Aufnahme bei Coltrane einstieg, entwickelte sich binnen kurzer Zeit zum Meister in der Entwicklung solcher prägnanten rhythmischen Muster, die ein harmonisches Feld klar definieren und dabei gleichzeitig beliebig oft (nur mit minimalen Variationen) wiederholt werden können.
Der von Coltrane so explizit angestrebte „meditative“ Charakter seiner Musik entsteht dabei durch den scharfen Kontrast der ruhigen, unbeirrbaren Basslinien Garrisons zu dem turbulenten „mumbo jumbo“ (Geoff Dyer) der übrigen Stimmen.

#### Die „Entdeckung“ des 6/4-Taktes
Von dem deutschen Jazzkritiker Joachim Ernst Berendt (1922–2000) stammt die etwas verallgemeinernde, aber im Kern zutreffende Aussage: „Alles, was im Jazz neu ist, ist zunächst einmal rhythmisch neu.“ In diesem Sinne überrascht es ein wenig, dass die so prononciert nach Neuem suchende Coltrane-Band zu ihrem signature groove auf dem Umweg über einen Kompromiss mit dem Musikbusiness gelangte. Als sich Coltrane immer stärker der Avantgarde zuwandte, ließ er sich davon überzeugen, zumindest bei der Auswahl seines Repertoires eine gewisse Konzilianz gegenüber dem Publikum zu zeigen. So kam es 1961 zur Einspielung von My Favorite Things, einer seinerzeit außerordentlich populären Walzer-Melodie von Richard Rodgers aus dem Musical „The Sound of Music“, das seinerseits auf dem deutschen Spielfilm „Die Trapp-Familie“ von 1956 basiert.
Obwohl die Interpretation bereits in vielen Details den freien Jazz vorausahnen lässt und die modale Technik sowie die Verwendung des Sopransaxophons für viele Hörer etwas befremdliche „orientalische“ Assoziationen weckte, wurde Favorite Things ein Überraschungserfolg für Coltrane. Da er und seine Musiker sich nicht auf dieses eine Stück festlegen lassen wollten, interpretierte das Coltrane-Quartett im Laufe der Jahre zusehends radikalere Neuinterpretationen von Songs im 3/4-Takt (darunter häufig sehr populäre Stücke wie Chim Chim Cher-ee aus dem Disney-Film Mary Poppins oder das bereits erwähnte Greensleeves).
Die Verwendung von Dreier-Metren stand um 1960 im Brennpunkt des Interesses vieler Jazzmusiker. Die Verwandtschaft des 3/4-Takts mit dem Shuffle-Rhythmus des älteren Blues hatte beispielsweise Miles Davis auf der erwähnten Platte Kind of Blue von 1959 demonstriert („All Blues“). Mit Bill Evans und John Coltrane waren an dieser Aufnahme zwei Musiker beteiligt, die an der Weiterentwicklung des Dreier-Metrums im Jazz wesentlich mitwirkten. Evans bildete mit seinen Trios den Stil des modernen jazz waltz heraus, während Coltrane, inspiriert durch Jimmy Garrison und Elvin Jones, den 3/4-Takt immer stärker in Richtung eines 6/4-Feelings interpretierte. Dies entsprach dem Faible des Ensembles für polyrhythmische, von afrikanischer, afro-kubanischer und orientalischer Musik beeinflusste Strukturen.
Typisch ist etwa die Version von Inch Worm, einem von Frank Loesser komponierten Danny-Kaye-Song, den das Quartett 1962 einspielte. Garrison spielt das folgende Ostinato:
Hörbeispielⓘ
Die Figur lässt sich zwar technisch völlig korrekt im 3/4-Takt notieren, jedoch erzeugt die Wiederholung der zweitaktigen Phrase ein 6/4-Metrum. Dies wird durch Jones’ Schlagzeugspiel auch weiter betont, außerdem implizieren die rhythmischen Ideen von Tyner und Coltrane weitere komplexe metrische Überlagerungen, die nichts mehr mit dem charakteristischen „wiegenden“ Effekt eines europäischen 3/4-Takts zu tun haben.

#### Rubato-Balladen
In einem Jazzstück funktioniert der Rhythmus in der Regel auf einer wesentlich elementareren Ebene als strukturbildendes Element als in der klassischen Musik Europas. Daher waren metrisch ungebundene Rubato-Passagen jahrzehntelang fast ausschließlich für Einleitungen und Schluss-Kadenzen vorbehalten.
In der Folge der Zusammenarbeit mit Duke Ellington (September 1962) widmete sich das Coltrane-Quartett intensiv der Entwicklung des Songtypus der Rubato-Ballade. Diese war hauptsächlich insofern ein Bruch mit der Jazztradition, als Balladen für gewöhnlich melodisch und harmonisch besonders „üppig“ gestaltet wurden. Viele der Coltraneschen Rubato-Balladen stellen aber eher kompositorische Fragmente dar, über die die Band recht frei improvisierte.
Ein charakteristisches Beispiel für Jimmy Garrisons Umgang mit diesem neuen Songtypus stellt Alabama (1963) dar. In den Rubato-Passagen dieses (als politisches Statement intendierten) Stückes trennt sich der Bassist vollkommen von seiner Begleitfunktion, um ein ausgedehntes kontrapunktisches Duett mit dem Tenorsaxophon zu entwickeln.

### Solistik
Dem ausgeprägten Trend der 1960er Jahre zum virtuosen, solistischen Bass-Spiel entzog sich Garrison weitgehend. Kontrabass-Soli hatten im Ensemblekonzept des Coltrane-Quartetts eine klare dramaturgische Funktion: Sie dienten dazu, einen Moment der meditativen Ruhe in der ansonsten außerordentlich dynamischen Musik zu markieren. In aller Regel blieben Garrisons Soli im genauen Wortsinn solistisch, auch Piano und Schlagzeug setzten in diesen Passagen für gewöhnlich aus.
Garrison nutzte die Möglichkeiten, die ihm dieser Freiraum bot, intensiv, wie man etwa anhand des Solos auf Prayer and Meditation vom Album Transition (1965) gut nachvollziehen kann. Sein Stil lässt sich am ehesten als Weiterentwicklung der Solistik von Charles Mingus beschreiben. Wie dieser greift er auf eine Vielzahl von Spieltechniken zurück: eine mit dem Bogen gestrichene Episode, in der Garrison auch die relativ moderne Col-legno-Technik einsetzt, die Doppelgriffe und Arpeggien (für die die etwas unglückliche Bezeichnung „Flamenco-Griff“ im Umlauf ist) sind in nur geringfügig anderer Form auch Kennzeichen des Mingus-Stils.

## Musikalische Wirkung

### Bedeutung für Rock und Soul
Der aufkommende Rock stand dem modernen Jazz eher skeptisch gegenüber; dies hatte Chuck Berry bereits 1957 in seinem Song Rock and Roll music formuliert: I got no kicks against modern jazz/ Unless they try and play it too darn fast./ They change the beauty of the melody/ Until they sound just like a symphony.
Die Musik des Coltrane-Quartetts, von der sich viele Spieler und Hörer der jüngeren Popularmusik ausgesprochen inspiriert fühlten, war von dieser negativen Bewertung jedoch ausgenommen. Die Band repräsentierte für viele Zeitgenossen das Lebensgefühl der „Sixties“ mit ihrem Aufbruchsgeist, ihrer gleichzeitig rebellischen und spirituell suchenden Grundhaltung.
Von der umfassenden Akzeptanz der Coltraneschen Spielart des modernen Jazz im Rock zeugt eine Einstellung in dem Film Almost Famous – Fast berühmt (2000), der in der Rockszene der frühen 1970er Jahre spielt. Hier sieht man eine mit LP-Hüllen geschmückte Wand, wo Coltranes Platten ganz selbstverständlich neben solchen von Cream und Grateful Dead hängen.
Neben der schieren Intensität des Quartetts mit seiner fast Rock-artigen Lautstärke war es vor allem die stabile, fundamentale Bass-Arbeit Garrisons, die die an und für sich hochabstrakte Musik Coltranes für das junge Publikum zugänglich und attraktiv machte. Ausgesprochenen Kultstatus genoss schon damals das Album A Love Supreme, dessen erster Teil („Acknowledgement“) fast ausschließlich um Garrisons minutenlang stetig wiederholte Basslinie herum konstruiert ist:
Von einer intelligenten Schlichtheit geprägte Patterns wie dieses inspirierten die Rock- und Soul-E-Bassisten der Epoche zur Entwicklung einer neuen Stilistik, die zwar noch Einflüsse des älteren Blues anklingen lässt, aber bereits einer neuen Klanglichkeit verpflichtet ist, indem sie beispielsweise einen völlig neuartigen Gebrauch von der Pentatonik macht. In dieser Hinsicht arbeiten also Jazz, Rock und Soul in den 1960er Jahren noch mit ganz ähnlichen musikalischen Elementen.

## Ausgewählte Diskografie

### Prä-Coltrane
- 1957 – Kenny Dorham Jazz Contrasts
- 1958 – Philly Joe Jones Blues For Dracula
- 1959 – Jackie McLean Swing, Swang, Swinging
- 1959 – Lee Konitz Live at the Half Note
- 1961 – Benny Carter Further Definitions

### Mit Coltrane
- 1961 – My Favorite Things (genaue Sessiondaten sind umstritten, verschiedene Diskographien nennen Reggie Workman als Bassisten)
- 1961 – Africa/Brass Sessions Vol. 2
- 1961 – The Other Village Vanguard Tapes
- 1961 – Impressions
- 1961 – Ballads
- 1962 – Duke Ellington and John Coltrane
- 1962 – Coltrane
- 1963 – John Coltrane and Johnny Hartman
- 1964 – Crescent
- 1964 – A Love Supreme
- 1965 – Ascension
- 1965 – Om
- 1965 – Kulu Se Mama
- 1965 – Sun Ship
- 1966 – Live at the Village Vanguard Again
- 1967 – Expressions
- 1967 – Stellar Regions

### Mit anderen Musikern der New Yorker Avantgarde
- 1959 – Ornette Coleman Art of the Improvisors
- 1961 – Ornette Coleman Ornette on Tenor
- 1963 – Elvin Jones Illumination
- 1966 – Bill Dixon Jazz Artistry of Bill Dixon
- 1966 – Sonny Rollins East Broadway Rundown
- 1966 – Robert F. Pozar, Good Golly Miss Nancy
- 1967 – Archie Shepp Live at the Donaueschingen Music Festival
- 1968 – Ornette Coleman Love Call
- 1968 – Ornette Coleman New York Is Now
- 1971 – Alice Coltrane The Carnegie Hall Concert (ed. 2024)
- 1972 – Archie Shepp Attica Blues
- 1974 – Beaver Harris From Ragtime To No Time

### Nach Coltranes Tod
- 1968 – Elvin Jones Puttin’ It Together
- 1968 – Alice Coltrane Monastic Trio

| Personendaten    | Personendaten                        |
| ---------------- | ------------------------------------ |
| NAME             | Garrison, Jimmy                      |
| ALTERNATIVNAMEN  | Garrison, James Emory                |
| KURZBESCHREIBUNG | US-amerikanischer Jazz-Kontrabassist |
| GEBURTSDATUM     | 3. März 1934                         |
| GEBURTSORT       | Miami                                |
| STERBEDATUM      | 7. April 1976                        |
| STERBEORT        | New York City                        |